# کارول ماتر
کارول ماتر (انگلیسی: Carol Mutter؛ زادهٔ ۱۷ دسامبر ۱۹۴۵) یک افسر درجه‌دار سپاه تفنگداران دریایی ایالات متحده آمریکا است. وی نخستین ژنرال سه‌ستاره زن آمریکایی (با درجهٔ سپهبدی) در تاریخ نیروهای مسلح ایالات متحده آمریکا است که در ۱ ژانویه ۱۹۹۹ بازنشسته شد. آخرین سِـمَت سازمانی او، قائم‌مقام فرماندهی «واحد تأمین نیروی انسانی و امور نیروهای ذخیره» (DC/S, M&RA) در مقر اصلی سپاه تفنگداران دریایی در واشینگتن، دی.سی. بود.
وی همچنین برندهٔ جوایزی همچون نشان خدمات برجسته (نیروی دریایی ایالات متحده) شده‌است.